# Kalaripajatu
Kalaripajatu (znan tudi preprosto kot kalari) je indijska borilna veščina, ki izvira iz Kerale, zvezne države na jugozahodni obali Indije. Kalaripajatu je znan po svoji dolgoletni zgodovini v indijskih borilnih veščinah in je ena najstarejših ohranjenih borilnih veščin na svetu.
Kalaripajatu je omenjen v Vadakan Patukal, zbirki balad, napisanih o Čekavarju iz regije Malabar v Kerali. V Vadakan Patukal je navedeno, da je bilo glavno načelo kalaripajatuja, da se znanje o umetnosti uporablja za nadaljnje vredne namene in ne za napredek lastnih sebičnih interesov. Kalaripajatu je borilna veščina, zasnovana za starodavno bojišče (beseda kalari pomeni 'bojišče'), z orožjem in bojnimi tehnikami, ki so edinstvene za Keralo.
Kot večina indijskih borilnih veščin tudi kalaripajatu vsebuje obrede in filozofije, ki jih je navdihnil hinduizem. Umetnost temelji tudi na medicinskih zdravljenjih na konceptih, ki jih najdemo v starodavnem indijskem medicinskem besedilu, Ajurvedi. Praktiki kalaripajatuja imajo zapleteno znanje o točkah pritiska na človeškem telesu in tehnikah zdravljenja, ki vključujejo znanje ajurvede in joge. Kalaripajatu se poučuje v skladu z indijskim sistemom guru-šišja. Kalaripajatu se razlikuje od mnogih drugih sistemov borilnih veščin na svetu po tem, da se tehnike, ki temeljijo na orožju, učijo najprej, tehnike z golo roko pa nazadnje.
V kalaripajatu so bili vključeni elementi iz tradicije joge kot tudi gibi prstov v nata plesih. Številni južnoazijski borilni slogi ostajajo tesno povezani z jogo, plesom in uprizoritvenimi umetnostmi. Nekatere od koreografiranih sparingov v Kalaripajatuju je mogoče uporabiti za ples in plesalci Kathakali, ki so poznali kalaripajatu, so verjeli, da so opazno boljši od drugih izvajalcev. Nekatere tradicionalne indijske šole klasičnega plesa še vedno vključujejo borilne veščine kot del svojega vadbenega režima.
Kalaripajatu vključuje udarce, brce, spopadanje, prednastavljene oblike, orožje in metode zdravljenja. Bojevniki, izurjeni v kalaripajatu, bi uporabljali zelo lahke in osnovne neprebojne jopiče, saj je bilo v težkih oklepih težko ohraniti prožnost in mobilnost.
Za razliko od drugih delov Indije so bojevniki v Kerali pripadali vsem kastam in religijam. Ženske v keralski družbi so se prav tako usposabljale v kalaripajatuju in to počnejo še danes.